# (31554) 1999 EJ2
1999 EJ2 (asteroide 31554) é um asteroide da cintura principal. Possui uma excentricidade de 0.08132330 e uma inclinação de 14.85696º.
Este asteroide foi descoberto no dia 9 de março de 1999 por Spacewatch em Kitt Peak.